# Helena Kurcewiczówna
Helena Skrzetuska z domu Kurcewicz – postać fikcyjna, główna postać kobieca w powieści Ogniem i mieczem Henryka Sienkiewicza, ukochana Jana Skrzetuskiego, o którą ten musi rywalizować z kozackim dowódcą Bohunem.

## Historia

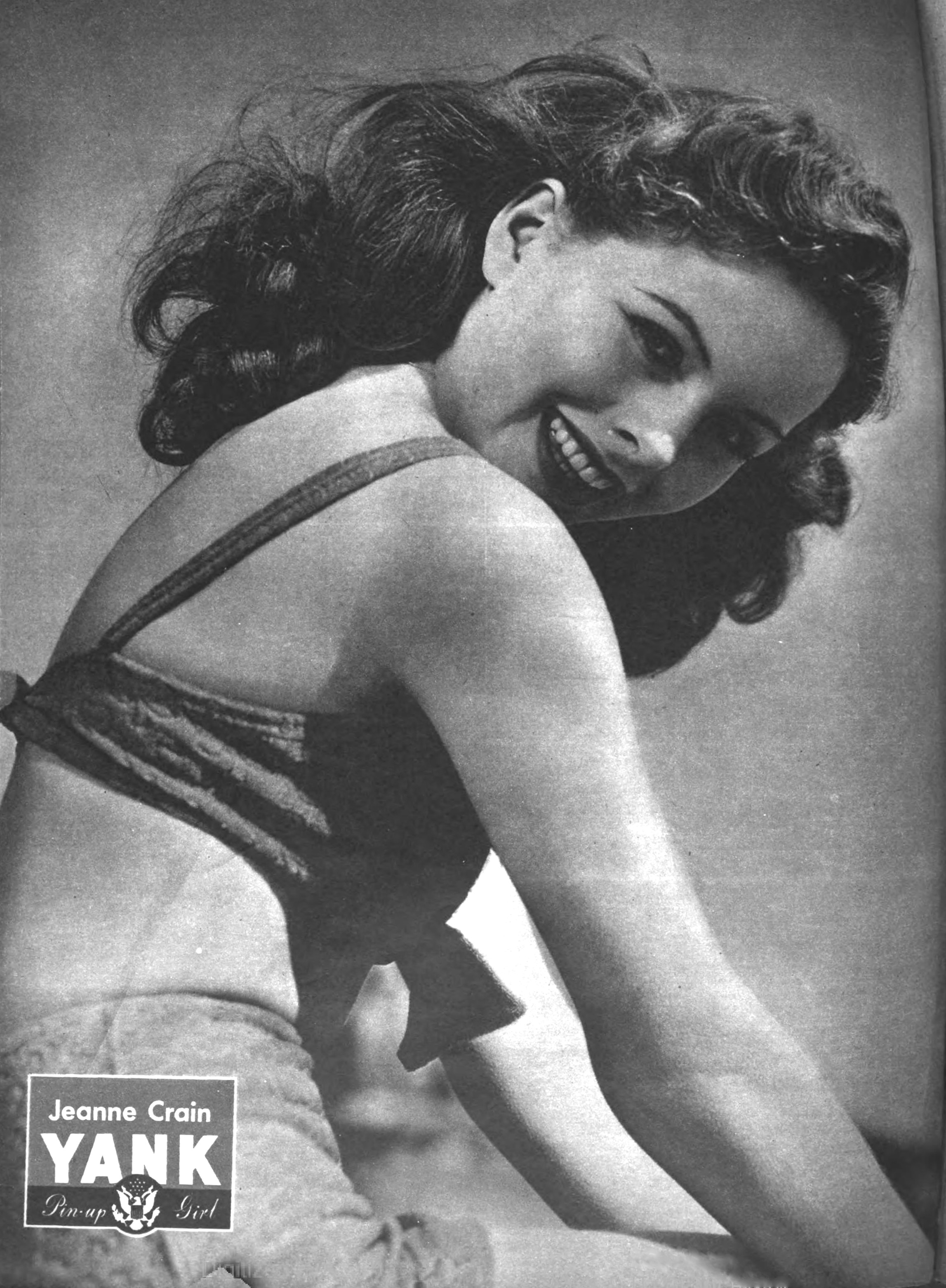
Jeanne Crain – odtwórczyni roli Heleny w filmie Col ferro e col fuoco (1962, reż. Fernando Cerchio)

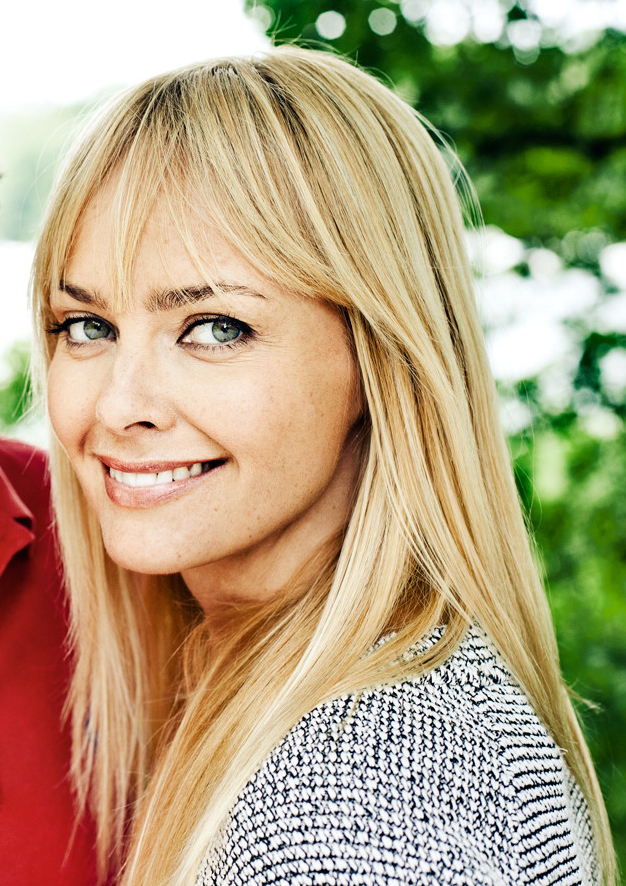
Izabella Scorupco – odtwórczyni roli Heleny w filmie Ogniem i mieczem (1999) i miniserialu pod tym samym tytułem(2000) – obu w reżyserii Jerzego Hoffmana

Helena była córką kniazia Wasyla Kurcewicza i nieznanej z imienia Rahozianki, która zmarła przy porodzie. Urodziła się w 1630 roku i w chwili rozpoczęcia akcji Ogniem i mieczem miała 18 lat. Według narratora była to młoda panna wzrostu wyniosłego, rysów pańskich i bardzo foremnych. Oczy miała czarne, aksamitne, a łzawe, a mieniące się, a ogniste (...). Nad tymi oczami jedwabne czarne brwi rysowały się dwoma delikatnymi łukami, zarumienione policzki kwitły jak kwiat najpiękniejszy, przez malinowe wargi, trochę otwarte, widniały ząbki jak perły, spod kapturka spływały bujne czarne warkocze.
Poza Ogniem i mieczem Helena Skrzetuska pojawia się w pierwszym tomie Potopu, z trzema synami (Jaremką, Longinkiem, imię trzeciego i zarazem najmłodszego chłopca nie zostało wymienione) ucieka przed nadciągającym wojskiem szwedzkim. Wspomina o niej książę Bogusław, który chciał ją porwać. Mówił o tym Kmicicowi.
W Panu Wołodyjowskim pojawia się tylko w rozmowach bohaterów. Wiadomo z nich, że oprócz 12 synów w 1672 roku urodziła jeszcze córkę. Z jej synów trzech najstarszych już w 1672 roku, w czasie wojny z Turcją, służyło w wojsku wraz z ojcem. Z kolei w 1673 w bitwie pod Chocimiem brało udział już sześciu synów Heleny.

## Odniesienia w kulturze
W ekranizacjach Ogniem i mieczem w rolę Heleny Skrzetuskiej wcieliły się:
- Jeanne Crain (Col ferro e col fuoco, 1962, reż. Fernando Cerchio)
- Izabella Scorupco (Ogniem i mieczem, 1999 i miniserial pod tym samym tytułem z 2000 – oba w reżyserii Jerzego Hoffmana)